# Persea indica
Persea indica (L.) Spreng., conocida en castellano como viñátigo, es una especie de árbol perenne de la familia de las Lauraceae. Es originaria de Macaronesia, siendo uno de los componentes del bosque de laurisilva atlántica.
Es una especie tradicionalmente apreciada en ebanistería.

## Descripción
Se trata de un árbol perennifolio que puede alcanzar hasta 30 metros de alto, con copa amplia. El tronco es generalmente corto y pronto ramificado, de hasta 80 cm de diámetro, con corteza gris-oscura y fisurada. Las hojas son simples, alternas, oblongo-lanceoladas o anchamente lanceoladas, de 10 a 15 cm de largo y hasta 5 cm de ancho. Son de color verde oscuro y lustrosas, volviéndose de tonos rojos al envejecer. Flores amarillento-verdosas en inflorescencias terminales largamente pedunculadas. Los frutos son bayas carnosas, negruzco-purpúreos, de unos 2 cm.
La floración se produce en primavera y verano, entre los meses de abril y julio.

## Ecología
Se trata de un endemismo de los archipiélagos macaronésicos de Canarias ―España― y Madeira ―Portugal―, estando considerada como introducida en Azores ―Portugal―.
En Canarias la especie se encuentra de manera abundante en la isla de La Gomera, siendo frecuente localmente en El Hierro, La Palma y Tenerife, y muy esporádica en Gran Canaria. En Fuerteventura la especie se encuentra extinta, pues su presencia en el pasado ha sido constatada al ser encontrados carbones de esta especie en yacimientos arqueológicos datados entre los siglos iii y x.
P. indica se desarrolla en el archipiélago canario entre los 400 y 1500 m s. n. m., en zonas umbrías con abundante humedad edáfica, caracterizando la comunidad vegetal denominada monteverde húmedo o Lauro novocanariensis-Perseetum indicae, bosque denso de talla alta que se desarrolla en las vertientes norte y nordeste de las islas, en áreas directamente influenciadas por las nieblas del alisio.
Por su parte, en los archipiélagos portugueses se localiza de manera natural en la isla de Madeira, en ambientes y rangos altitudinales iguales a los de Canarias, mientras que en Azores fue introducida en el siglo xviii desde Madeira para su aprovechamiento maderero, estando presente en todas las islas.
Los frutos y brotes florales forman parte importante de la dieta de las palomas endémicas de la laurisilva Columba bollii, Columba junoniae y Columba trocaz.

## Taxonomía
El taxón fue originalmente descrito y publicado por el botánico sueco Carlos Linneo como Laurus indica en Species Plantarum en el año 1753. Posteriormente, y tras varios cambios taxonómicos, la especie fue renombrada como Persea indica por el botánico alemán Curt Polycarp Joachim Sprengel en 1825, siendo publicado en Systema Vegetabilium.
Etimología
- Persea: nombre genérico que deriva del griego perseia = de Persia.
- indica: epíteto latino que hace referencia a un origen en la India o en las Indias Occidentales, asignado en este caso por una equivocación geográfica.

Sinonimia
Presenta los siguientes sinónimos:
- Borbonia indica (L.) J.Presl
- Laurus americana Nees
- Laurus indica L.
- Laurus latifolia Salisb.
- Laurus teneriffae Poir.
- Ocotea indica (L.) Kostel.
- Persea pseudoindica Link
- Persea teneriffae F.Muell.
- Phoebe indica (L.) Pax

## Importancia económica y cultural
Se ha constatado arqueológicamente el uso de la madera de P. indica por parte de los aborígenes de Tenerife para la elaboración de armas. Además, los estudios antracológicos han demostrado su uso como leña por los aborígenes en Tenerife, La Gomera, La Palma, Gran Canaria y Fuerteventura.
Tras la conquista y colonización europeas la madera de P. indica, que llegó a conocerse como caoba de Canarias, fue muy apreciada para la construcción de barcos, la ebanistería y la artesanía.
Tradicionalmente se ha llegado a utilizar como planta medicinal, si bien su savia posee cierta toxicidad, utilizándose infusiones de su corteza para el tratamiento de problemas en la piel.
En cuanto a su valor simbólico, esta especie se considera el símbolo natural vegetal de La Gomera según una ley del Gobierno de Canarias.
Al ser del género Persea es compatible como porta-injertos del aguacate Persea americana.

## Estado de conservación
Está catalogada como especie bajo preocupación menor en la Lista Roja de la UICN.
Su aprovechamiento se encuentra regulado a nivel de la Comunidad Autónoma de Canarias al incluirse en el Anexo III de la Orden de 20 de febrero de 1991 sobre protección de especies de la flora vascular silvestre.
Asimismo, la mayoría de las poblaciones canarias se encuentran en áreas de la Red Canaria de Espacios Naturales Protegidos.

## Nombres comunes
Es conocido en Canarias como viñátigo o viñático, siendo un canarismo de origen portugués ―del latín vineaticus, 'relativo a la viña'―. La voz llegó a las islas desde Madeira y Azores, donde también es conocido con los nombres de vinhático, vinhático-das-ilhas o loureiro-real.
En la isla de El Hierro se le conoce también con la denominación de cárisco, estando considerada como un término de procedencia aborigen canaria que sobrevivió en el habla insular. Para el filólogo e historiador Ignacio Reyes puede traducirse como 'madera para construir' desde una posible forma original karisk, mientras que el también filólogo Maximiano Trapero relaciona el término con el «compuesto bereber formado por el morfema gar- (con valor despectivo) y la raíz léxica isc 'hierba', con el significado aproximado de hierba de mala calidad o planta de poco valor».